# Jānis Lavenieks
Jānis Lavenieks, latvijski general, * 1890, † 1969.